# Wachsalkohole
Die Wachsalkohole bilden eine Untergruppe der gesättigten unverzweigten Alkanole. Sie bilden eine homologe Reihe mit der Summenformel CnH2n+1OH mit n ≥ 24. Die Grenze zwischen den Fettalkoholen und den Wachsalkoholen ist fließend. Sie wird bei der Kohlenstoffatomzahl von 24 angesetzt, also beginnend mit dem Lignocerylalkohol (C24H49OH). Die analogen Carbonsäuren heißen Wachssäuren.
| Wachsalkohole ab C24               | Wachsalkohole ab C24 | Wachsalkohole ab C24  | Wachsalkohole ab C24 | Wachsalkohole ab C24 | Wachsalkohole ab C24 | Wachsalkohole ab C24 |
| Zahl der C-Atome : Doppelbindungen | Trivialname          | Chemische Bezeichnung | Bruttoformel         | Vorkommen            | Schmelzpunkt         | Siedepunkt           |
| ---------------------------------- | -------------------- | --------------------- | -------------------- | -------------------- | -------------------- | -------------------- |
| 24:0                               | Lignocerylalkohol    | 1-Tetracosanol        | C24H49OH             |                      | 77 °C                | 210 °C (0,4 Torr)    |
| 25:0                               |                      | 1-Pentacosanol        | C25H51OH             |                      |                      |                      |
| 26:0                               | Cerotylalkohol       | 1-Hexacosanol         | C26H53OH             |                      | 80 °C                | 305 °C (20 Torr)     |
| 27:0                               |                      | 1-Heptacosanol        | C27H55OH             |                      | 81,5 °C              |                      |
| 28:0                               | Montanylalkohol      | 1-Octacosanol         | C28H57OH             |                      | 83,4 °C              | 200 °C (1 Torr)      |
| 29:0                               |                      | 1-Nonacosanol         | C29H59OH             |                      | 84 °C                | 200 °C               |
| 30:0                               | Melissylalkohol      | 1-Triacontanol        | C30H61OH             |                      | 88 °C                | –                    |
| 32:0                               | Laccerylalkohol      | 1-Dotriacontanol      | C32H65OH             |                      |                      |                      |
| 34:0                               | Geddylalkohol        | 1-Tetratriacontanol   | C34H69OH             |                      |                      |                      |